# Pelourinho de São Vicente da Beira
O Pelourinho de São Vicente da Beira localiza-se na freguesia de São Vicente da Beira, município de Castelo Branco, distrito de Castelo Branco, em Portugal.
Encontra-se classificado como Imóvel de Interesse Público desde 1933.
Este pelourinho deve datar da época em que D. Manuel I atribuiu à povoação a sua segunda carta de foral, em 1512, (a primeira foi atribuída por D. Sancho I, em 1195). Assenta num soco circular de três degraus, e é constituído por um fuste de secção oitavada encimado por um remate piramidal. Cada uma das faces da pinha apresenta um baixo-relevo heráldico: o escudo nacional, uma nau com dois corvos (símbolo de São Vicente), o pelicano e a cruz de Avis. No topo dispõe-se um cata-vento em forma de galo.